# Trichomanes decurrens
Trichomanes decurrens là một loài thực vật có mạch trong họ Hymenophyllaceae. Loài này được (Jacq.) Poir. miêu tả khoa học đầu tiên năm 1808.